# Resolutie 43 Veiligheidsraad Verenigde Naties
Resolutie 43 van de Veiligheidsraad van de Verenigde Naties werd unaniem aangenomen op de 277e zitting van de Raad
op 1 april 1948. Het was de eerste van twee resoluties die dag, en riep op tot een bestand tussen Joden en Arabieren in Palestina.

## Achtergrond
Er ontstond een burgeroorlog in het mandaatgebied Palestina toen de Arabische wereld resolutie 181 van de Algemene Vergadering van de Verenigde Naties over de creatie van twee staten − een Arabische en een Joodse − niet aanvaardde.

## Inhoud
In de uitoefening van zijn primaire taak van het behouden van de internationale vrede en veiligheid bemerkte de Veiligheidsraad het toenemende geweld en de wanorde in Palestina. De Veiligheidsraad vond het dringend nodig dat er een onmiddellijke wapenstilstand zou komen.
De Jewish Agency en het Arabisch Hoge Comité werden gevraagd afgevaardigden naar de Veiligheidsraad te sturen om over een wapenstilstand te onderhandelen. Een partij die dit bestand niet zou respecteren, droeg een zware verantwoordelijkheid. De Arabische en Joodse gewapende groeperingen in Palestina werden opgeroepen om onmiddellijk het geweld te staken.

## Verwante resoluties
- Resolutie 181 Algemene Vergadering Verenigde Naties over de creatie van twee staten in het te beëindigen mandaatgebied Palestina.
- Resolutie 42 Veiligheidsraad Verenigde Naties vroeg de ongeregeldheden te stoppen.
- Resolutie 44 Veiligheidsraad Verenigde Naties vroeg de Algemene Vergadering een speciale sessie over de kwestie te houden.
- Resolutie 46 Veiligheidsraad Verenigde Naties riep de strijdende partijen op het geweld te stoppen en een bestand te sluiten.

Lijst ·  38 ·  39 ·  40 ·  41 ·  42 ·  43 ·  44 ·  45 ·  46 ·  47 ·  48 ·  49 ·  50 ·  51 ·  52 ·  53 ·  54 ·  55 ·  56 ·  57 ·  58 ·  59 ·  60 ·  61 ·  62 ·  63 ·  64 ·  65 ·  66